# مضيق توريس

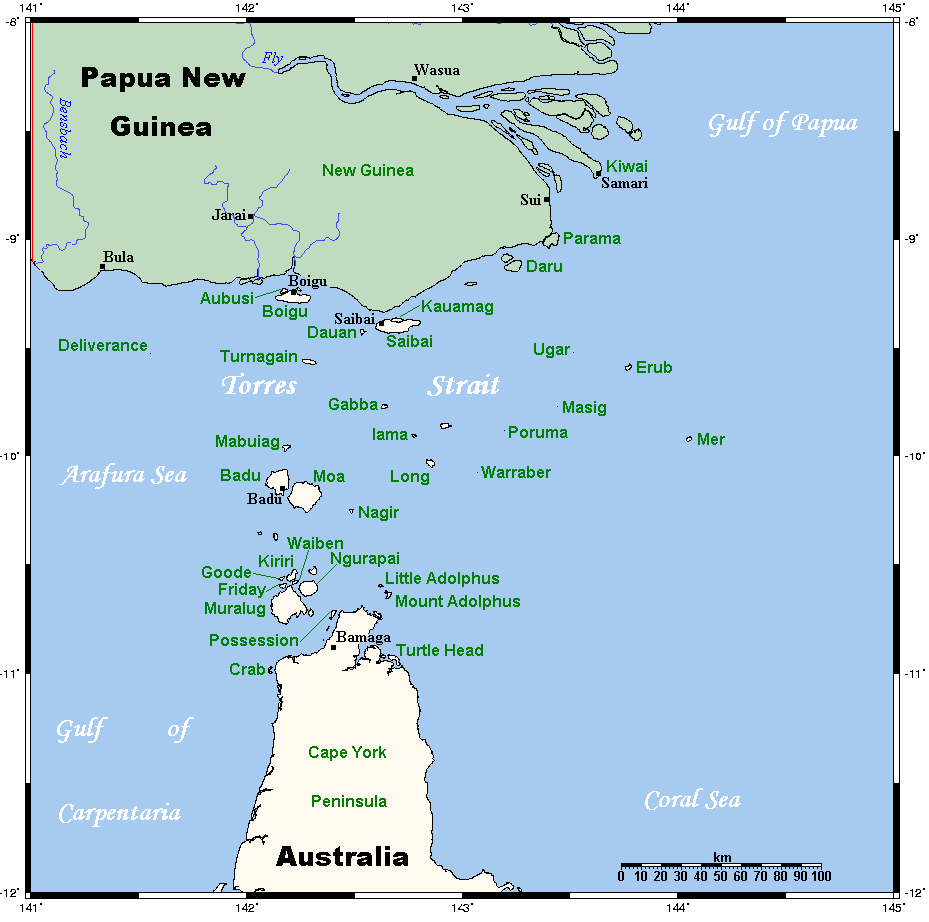
مضيق وجزر توريس

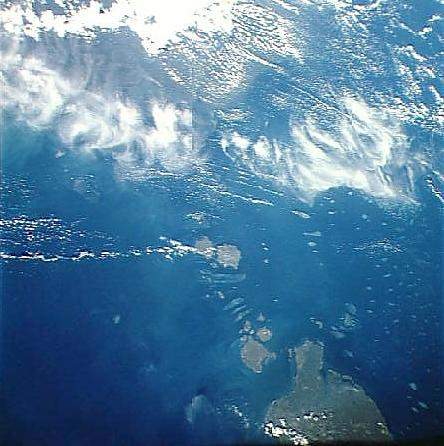
مضيق توريس كما يظهر من الفضاء - شبه جزيرة كيب يورك في الجزء السفلي، ويمكن رؤية العديد من جزر مضيق توريس في شكل سلسلة تتجه نحو بابوا غينيا الجديدة إلى الشمال. (ناسا، إس تي إس-35)

مضيق توريس عبارة عن كيان مائي يقع بين أستراليا وجزيرة غينيا الجديدة الميلانيزية. وعرضه تقريبًا 150 كـم (93 ميل) في أضيق نطاقاته. وإلى الجنوب منه تظهر شبه جزيرة كيب يورك، وهي أقصى طرف يأتي في أقصى الشمال لولاية كوينزلاند الأسترالية. وإلى الشمال منه تظهر المقاطعة الغربية من بابوا غينيا الجديدة.

## معلومات جغرافية

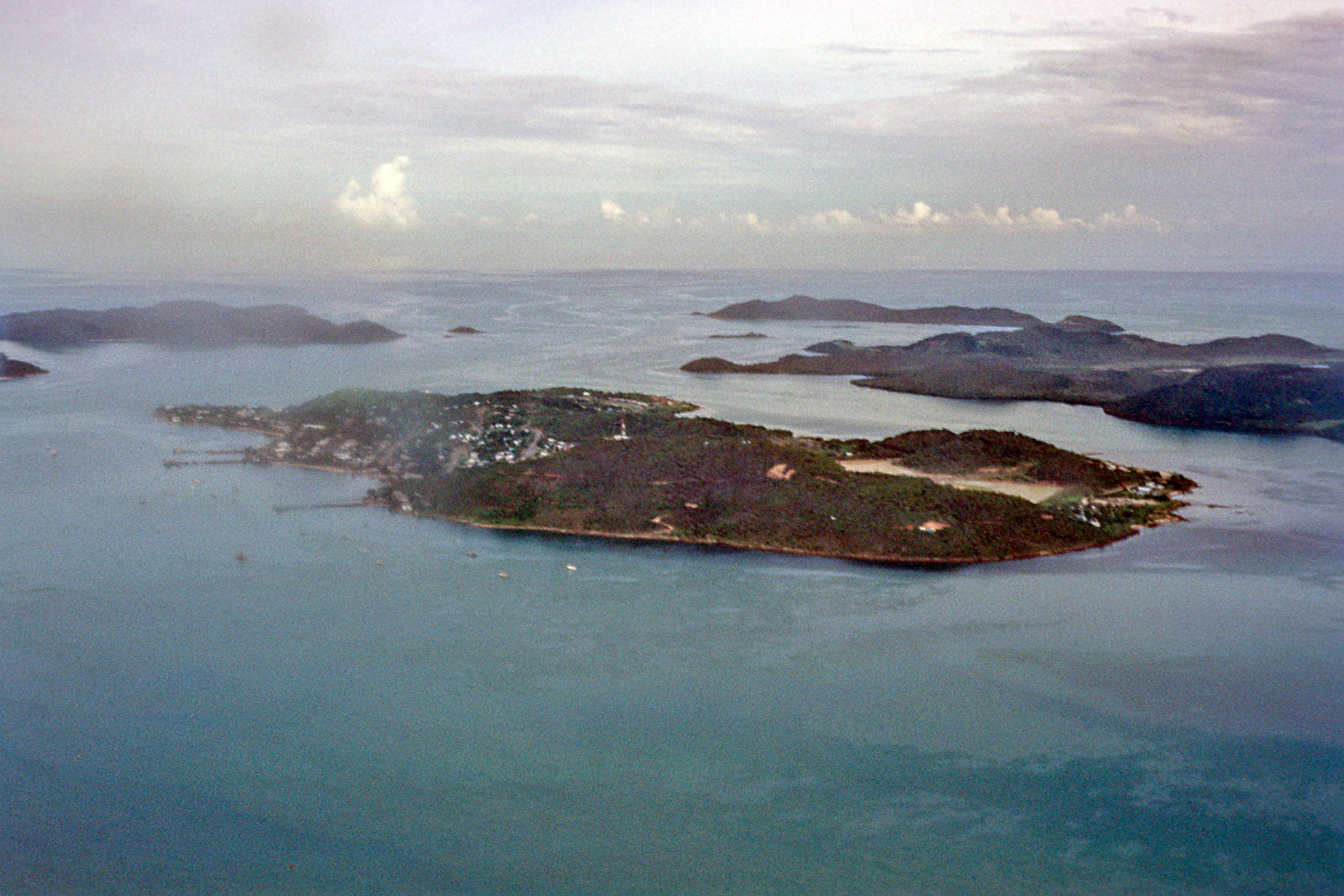
صورة جوية لجزر الخميس وغيرها من جزر مضيق توريس، منظر من فوق جزيرة هورن

يربط المضيق بين بحر الكورال في الشرق وبحر أرافورا في الغرب. ورغم أنه يعد بمثابة ممر بحري هام، إلا أنه ضحل للغاية، كما أن تلك المتاهة الموجودة به والمكونة من الشعاب المرجانية والجزر يمكن أن تجعل من الخطورة بمكان الملاحة به. وإلى الجنوب، يوجد مضيق إنديفور.
وهناك العديد من سلاسل الجزر الموجودة في المضيق، والتي يطلق عليها معًا اسم جزر مضيق توريس. وهناك ما لا يقل عن 274 جزيرة في هذا المضيق، منها 17 جزيرة تمثل مستوطنات دائمة حالية. وهناك ما يزيد على 6800 نسمة من قاطني جزر مضيق توريس يعيشون على الجزر، كما أن هناك 42000 نسمة يعيشون في البر.
وتضم هذه الجزر تنوعًا من الأنظمة البيئية وتواريخ التكوين الطوبوغرافية. والعديد من تلك الجزر والتي تكون قريبة من خط ساحل نيو غينيا تتسم بالانخفاض، وقد تكونت نتيجة تراكم الرواسب الغرينية التي حملتها تدفقات الأنهار المحلية التي تصب في البحر. والعديد من الجزر الغربية تتسم بالارتفاع كالتلال وبالانحدار الشديد، وتتكون بشكل رئيسي من الجرانيت، وهي تعد بمثابة القمم للامتداد الذي يقع إلى أقصى الشمال من سلسلة التقسيم الجبلية العظمى، والتي تحولت الآن إلى جزر عندما ارتفع سطح البحار في نهاية العصر الجليدي الأخير. وبشكل عام، فإن الجزر الوسطى عبارة عن جزر منخفضة صغيرة مرجانية، وتلك الموجودة في الشرق ذات أصول بركانية. وتعد هذه الجزر تابعة للمناطق الأسترالية وتتم إدارتها من جزيرة ثاراسداي (Thursday).
والسكان الأصليون في الجزيرة هم قاطني جزر مضيق توريس، وهم الميلانيزيون الذين تربطهم علاقة بسكان بابوا في نيو غينيا المجاورة للجزر. وتتسم المجتمعات المتنوعة لقاطني الجزر في مضيق توريس بالثقافة المتميزة والتاريخ البعيد الراسخ من خلال الجزر والسواحل المجاورة لها. وقد حافظت التجارة والتفاعلات المعتمدة على البحر مع سكان بابوا في الشمال ومجتمعات سكان أستراليا الأصليين على نشر الثقافة بشكل مستمر وثابت بين هذه المجموعات المجتمعية الثلاثة، والتي تعود إلى آلاف السنوات على الأقل في الماضي.
وهناك لغتان للسكان الأصليين يتم استخدامهما في جزر مضيق توريس: كالا لاجاو يا (Kala Lagaw Ya)/كالاو كاواو يا (Kalaw Kawaw Ya)/كاوالجاو يا (Kawalgau Ya)/موالجاو يا (Muwalgau Ya)/كولكالجاو يا (Kulkalgau Ya)، وميريام مير (Meriam Mir)، بالإضافة إلى بروكين (Brokan) [بروكين]، والتي يطلق عليها كذلك اسم كريول مضيق توريس. وفي إحصاء السكان القومي الأسترالي الذي تم إجراؤه عام 2001، تم تسجيل سكان الجزر على أنهم 8089 نسمة، رغم وجود غيرهم الكثير ممن يعيشون خارج مضيق توريس في أستراليا.

## معلومات تاريخية
كانت جزر مضيق توريس مأهولة بالسكان على مدار ما لا يقل عن 2500 عام وربما أكثر بكثير.
وأول عملية ملاحة أوروبية مسجلة في المضيق كانت على يد لويس فايز دي توريس، وهو طيار إسباني والذي كان نائب القائد في الحملة الإسبانية التي كان يقودها بيدور فرنانديز دي كويروز (Pedro Fernandez de Quirós) والذي أبحر من بيرو إلى جنوب المحيط الهادي في عام 1605. وبعد عودة سفينة كويروز إلى المكسيك، استأنف توريس الرحلة التي كان مرتب لها إلى مانيلا عبر جزر الملوك (Moluccas). وقد أبحر بمحاذاة الساحل الجنوبي لنيو غينيا، وربما رأى كذلك أقصى الأطراف الشمالية للبر الأسترالي، ومع ذلك، لا توجد أي سجلات محددة تشير إلى أنه فعل ذلك.
في عام 1769، أثناء ترجمة الجغرافي الاسكتلندي أليكساندر دالريمبل (Alexander Dalrymple) لبعض المستندات الإسبانية التي تم الحصول عليها من الفلبين عام 1762، وجد شهادة لويس فايز دي توريس التي تؤكد عبوره لمنطقة جنوب نيو غينيا التي يطلق عليها حاليًا اسم مضيق توريس. وقد قاد هذا الاكتشاف دالريمبل إلى نشر المجموعة التاريخية للعديد من الرحلات والاكتشافات في جنوب المحيط الهادي (Historical Collection of the Several Voyages and Discoveries in the South Pacific Ocean) في الفترة بين عامين 1770 و1771، والتي أثارت اهتمامًا ضخمًا بادعائه بوجود قارة غير معروفة. وقد كان دالريمبل هو من قام بتسمية المضيق باسم توريس. وقد شعر دالريمبل بخيبة أمل شديدة لأنه تم اختيار كابتن كوك (Cook) وليس هو ليكون القائد المعين للحملة التي أدت في نهاية المطاف في عام 1770 إلى اكتشاف وترسيم خط الساحل الشرقي لأستراليا.
في عام 1770، ضم كوك كل شرق أستراليا إلى التاج الملكي البريطاني، وأبحر عبر المضيق بعد أن مر بالساحل الشرقي للقارة. وقد وصلت جمعية تبشير لندن إلى إيراب Erub (جزيرة دارنلي (Darnley)) في عام 1871. وفي حين أن بعض جزر مضيق توريس تقع مباشرة أمام ساحل غينياالجديدة، تم ضمها في عام 1879 إلى كوينزلاند، التي كانت في ذلك الحين مستعمرة بريطانية.
في عام 1823، كان الملازم جون ليهو (John Lihou)، الذي كان حينها قائدًا لـ HMS زنوبيا (HMS Zenobia) (1807)|HMS زنوبيا، يمر من مانيلا إلى أمريكا الجنوبية واختار طريقًا عبر مضيق توريس. وقد كانت الحالة هي أول حالة تمر فيها سفينة عبر مضيق توريس من الغرب إلى الشرق. كما كانت أول حالة كذلك تمر فيها سفينة عبر بحر الكورال من مضيق توريس، من الجنوب الشرقي إلى جنوب نيو كاليدونيا (New Caledonia). وقد رأى ليهو مناطق السير جيمس ساوماريز (James Saumarez) الضحلة (والتي تحمل حاليًا اسم (جزر ساوماريز المرجانية) في السابع والعشرين من فبراير، وأطلق على تلك المنطقة المرجانية اسم اللواء البحري جيمس ساوماريز، أول بارون لساوماريز. وفي نفس تلك الرحلة، اكتشف ليهو كذلك جزر ليهو المرجانية والجزر الصغيرة المنخفضة وميناء ليهو.
وقد قامت صناعة صيد اللؤلؤ الهامة من الستينيات من عام 1860 حتى حوالي 1970 عندما انهارت بسبب المنافسة مع صناعة البلاستيك. وقد كان صيد اللؤلؤ عن وصول الغطاسين الخبراء من العديد من الدول، خصوصًا من اليابان.
وفي عام 1978، حدد اتفاق بين أستراليا وبابوا غينيا الجديدة الحدود البحرية في مضيق توريس.
وقد ذكر مضيق توريس في كتاب عشرون ألف فرسخ تحت سطح البحر (Twenty Thousand Leagues Under the Sea) الذي أصدره جول فيرن (Jules Verne) على أنه مضيق خطير حيث جنحت فيه الغواصة ناوتيلوس (فيرن) (Nautilus (Verne))|ناوتيلوس، بشكل قليل.
ويتميز سكان جزر مضيق توريس بثقافة أصلية فريدة، وقد كانت بمثابة المركز للأعمال الأنثروبولوجية التي تم إكمالها من خلال ألفريد هادون (Alfred Haddon) من جامعات كامبريدج في عام 1898 ومارجريت لاوري (Margaret Lawrie) الأسترالية في الفترة بين 1960 إلى 1973.

## الهجرة غير الشرعية
بسبب قرب أراضي بابوا نيو غينيا، تعاني جزر مضيق توريس الشمالية من أعداد كبيرة من السكان الذين يقيمون بها لفترة طويلة بشكل غير شرعي والقادمين من بابوا نيو غينيا، مما يضع ضغوطًا كبيرة على الموارد المحلية النادرة مثل المياه العذبة. وفي نوفمبر عام 2007، عقد قادة المجتمعات محادثات طارئة مع مسئولي الهجرة في أستراليا بهدف إعادة السكان غير المشروعين إلى بابوا غينيا الجديدة.